# Porfyr (bjergart)
 For alternative betydninger, se Porfyr. (Se også artikler, som begynder med Porfyr)
Porfyr er en magmatisk bjergart. Den indeholder strøkorn og ses oftest mørk med lyse prikker. Porfyr er en sammensætning af en finkornet masse (matrix) og strøkorn. Porfyrer er prøver af delvist størknede magmaer. Strøkornene repræsenterer mineraler med høje smeltepunkter og matrixen repræsenterer det ikke-størknede magma, der ved udbruddet blev lynafkølet.

## Rombeporfyr
I Danmark er rombeporfyrer ledeblokke, der afslører at gletsjeren kom fra Norge, nærmere bestemt Oslo-området. Den har store, lyse plagioklas-korn i en brun matrix af kalifeldspat.